# يويتشي أكيبا
يويتشي أكيبا (秋葉 陽) مواليد 23 نوفمبر 1983 في سايتاما، اليابان، هو لاعب كرة قدم ياباني سابق كان يلعب كمدافع.

## مرحلة الشباب

### أندية لعب لها
- أوراوا رد دايموندز
- جامعة تسوكوبا

## المسيرة الاحترافية

### أندية لعب لها
- ميتو هوليهوك

## روابط خارجية
- يويتشي أكيبا على موقع رابطة كرة القدم اليابانية للمحترفين (اليابانية)
- يويتشي أكيبا على موقع قاعدة بيانات كرة القدم.إي يو (الإنجليزية)
- يويتشي أكيبا على موقع Soccerway.com (الإنجليزية)
- يويتشي أكيبا على موقع عالم كرة القدم.نت (الإنجليزية)